# Redha Tukar Fallatah
Redha Tukar Fallatah, né le 29 novembre 1975, est un footballeur saoudien jouant au poste de défenseur central pour le club de l'Al Ittihad Djeddah.

## Carrière en club
- 1995-2001 : Ohud Médine ( Arabie saoudite)
- 2001-2003 : Al Shabab Riyad ( Arabie saoudite)
- Depuis 2003 : Al Ittihad Djeddah ( Arabie saoudite)

## Carrière internationale
- 29 sélections pour l'équipe d'Arabie saoudite entre 2002 et 2007.

Il dispute son premier match lors de la Coupe du monde 2002 dans laquelle il dispute en tant que titulaire les 3 matchs de son équipe. Il dispute également les 3 matchs de son équipe en tant que titulaire lors de la coupe du monde 2006. Il a également participé à la Coupe d'Asie des nations en 2004 et 2007.

## Palmarès
- Vainqueur de la Ligue des Champions de l'AFC : 2004, 2005
- Vainqueur de la Coupe d'Asie des vainqueurs de coupe : 2001